# سوختة (تشيلو)
سوختة (بالفارسية: سوخته) هي منطقة سكنية تقع في إيران في قسم تشيلو الريفي. يقدر عدد سكانها بـ 30 نسمة بحسب إحصاء 2016.